# إد كوبر
إد كوبر هو لاعب هوكي الجليد كندي، ولد في 28 أغسطس 1960 في Loon Lake, Saskatchewan ‏ في كندا.

## وصلات خارجية
- إد كوبر على موقع دوري الهوكي الوطني (الإنجليزية)
- إد كوبر على موقع EliteProspects.com (الإنجليزية)
- إد كوبر على موقع HockeyDB.com (الإنجليزية)
- إد كوبر على موقع Hockey-Reference.com (الإنجليزية)
- إد كوبر على موقع ميوزك برينز (الإنجليزية)